# Carey Nelson
Carey Nelson, född 4 juni 1963, är en friidrottare från Kanada. Han deltog vid olympiska sommarspelen 1988 och olympiska sommarspelen 1996.